# Псковские кривичи

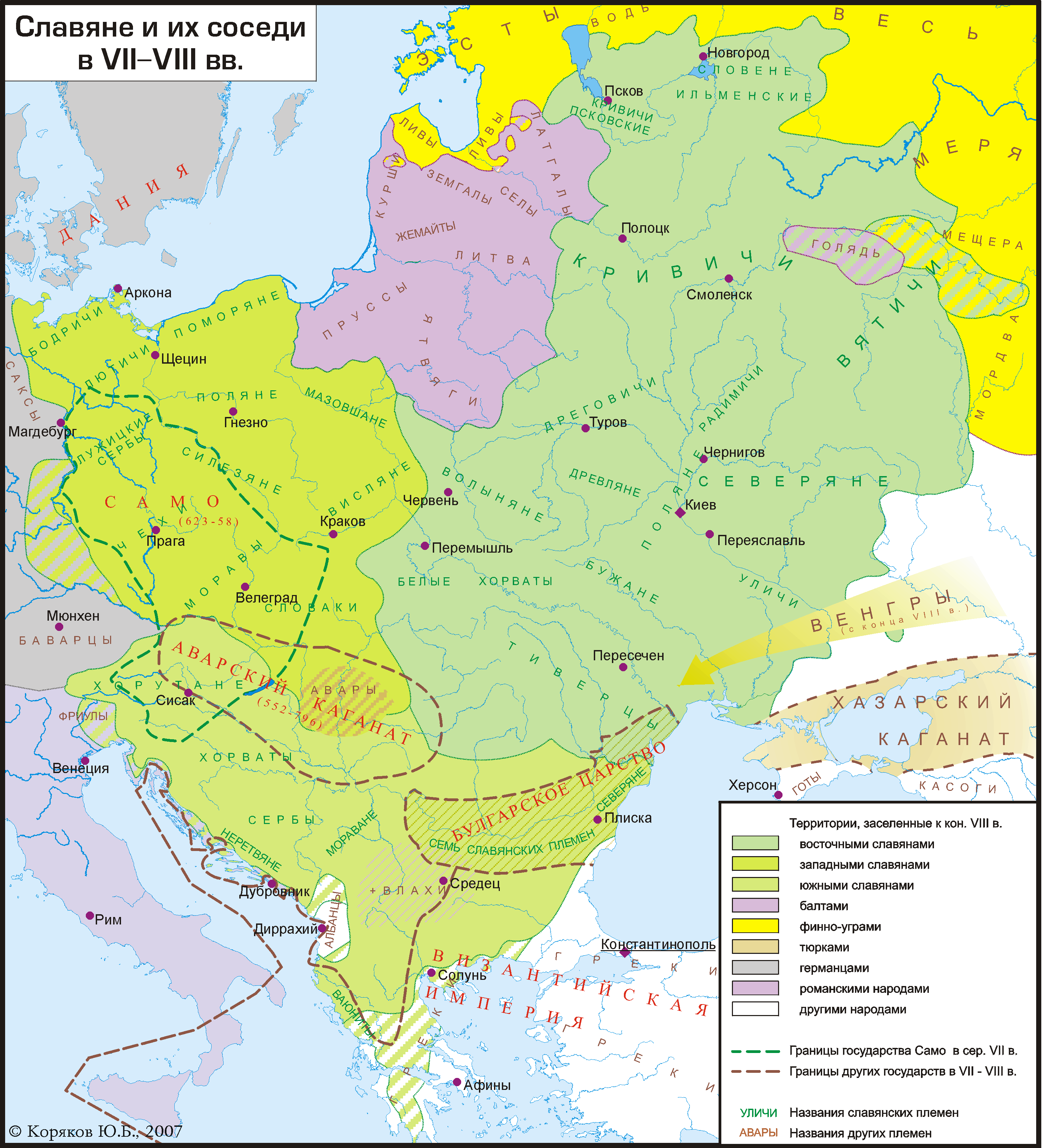
Расселение кривичей в районах городов Полоцк, Псков и Смоленск на карте VIII века

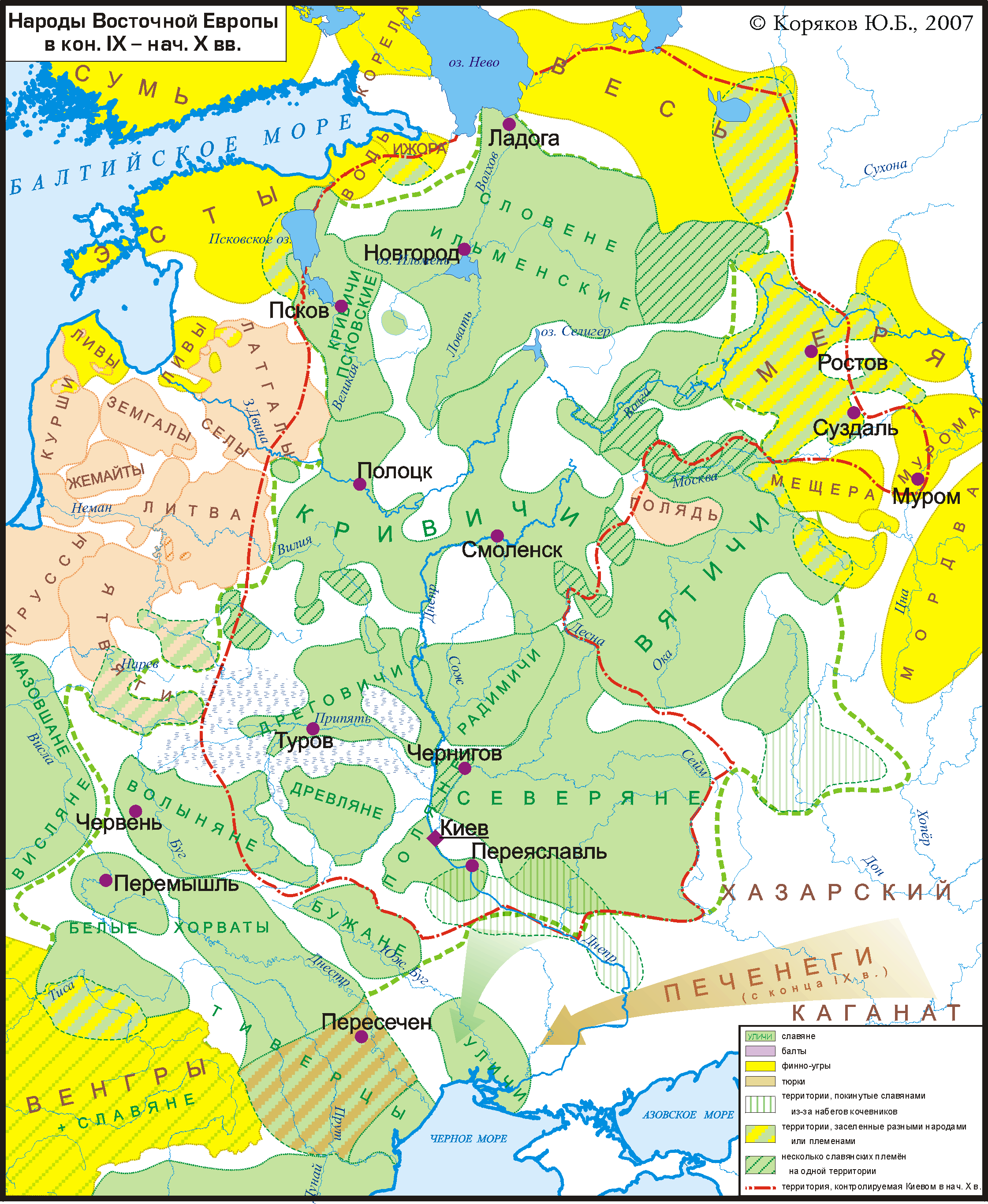
Народы Восточной Европы в кон. IX — нач. X вв.

Псковские кривичи или Северные кривичи — северная группа кривичей, населявшая территорию Псковской земли.

## Происхождение
Происходят из западных территорий, населённых славянами: междуречья Вислы и Одера.

## Расселение
В IX—XII веках псковские кривичи расселились по бассейну реки Великой, побережью Псковского озера и округе Гдова. Псковская группа говоров почти полностью совпадает с территорией псковских кривичей, что позволяет выводить данную группу говоров от их племенного наречия.
В VIII—X веках одним из племенных центров псковских кривичей был Изборск, основанный в VIII веке.

## История
Началом формирования кривичей является третья четверть 1-го тысячелетия нашей эры, а первоначальным регионом существования — Псковщина, из которой позднее и расселяются смоленские (на Днепре) и полоцкие (на Двине) группы кривичей, которые, согласно летописным свидетельствам, имели отдельные княжения и не образовывали уже единого племенного союза. Исследователь Седов предположил, что псковские кривичи могли входить в союз со словенами и весью — на эту мысль его натолкнуло упоминание в летописи совместного призвания князей.
В IX—XIII псковские и смоленско-полоцкие кривичи развивались самостоятельно.

## Культура
Археологически псковские кривичи представлены культурой псковских длинных курганов.

### Погребальный обряд
В большинстве аспектов погребальный обряд псковских кривичей аналогичен таковому у других кривичей: захоронения представлены коллективными усыпальницами в виде длинных курганов, содержащих захоронения по обряду трупосожжения.
Одной из особенностей обряда псковских кривичей, выделяющей их среди других славянских племен, но сближающей с прибалтийско-финскими, является то, что перед сооружением погребальной насыпи на выбранном месте жгли костер, оставлявший после себя подошвенную зольно-угольную прослойку. В этом костре исследователи видят ритуал, призванный освятить место захоронения.
К концу X — началу XI века происходит переход от трупосожжения к трупоположению. В XII веке начинает распространяться обряд трупоположения в подкурганных ямах, а становится доминирующим к XIII веку.

### Материальная культура
Женские украшения представлены височными кольцами общеславянского типа (перстнеобразными и трехбусинными), шейными ожерельями из мелких разноцветных стеклянных бус, а также перстнями и браслетами. В отличие от ареалов других восточнославянских племен чаще встречаются нагрудные подковообразные застежки, свойственные балтам и прибалтийско-финским племенам.
Исследования Артамонова М. И. показали, что псковские длинные курганы содержат довольно скромное количество вещей, большинство из которых принадлежит к балтскому типу.

## Антропология
По антропологическому типу псковские кривичи сильнее всего схожи с ятвягами.